# Manfred Schoeps
Manfred Schoeps (* 1. Januar 1944 in Falun, Schweden) ist ein deutscher Historiker, Immobilienunternehmer und Politiker (CSU). Er spielte eine zentrale Rolle im Berliner Bankenskandal.

## Leben und Tätigkeit

### Frühe Jahre, Ausbildung und frühe politische Karriere
Schoeps wurde als Sohn des Historikers Hans-Joachim Schoeps und seiner Ehefrau Dorothee, geb. Busch, während diese als Emigranten während des Zweiten Weltkriegs in Schweden lebten, geboren. Sein älterer Bruder ist Julius H. Schoeps.
Nach der Rückkehr seiner Eltern aus der Emigration wurde er 1950 in Erlangen eingeschult. Das Abitur bestand er 1965 an der Jugenddorf-Christophorusschule in Altensteig im Schwarzwald. Anschließend studierte er in Bonn und Erlangen Neuere Geschichte, Religions- und Geistesgeschichte, Staatsrecht und Soziologie. Während des Studiums betätigte er sich im Ring Christlich-Demokratischer Studenten (RCDS).
Ab 1971 war er in der Erwachsenenbildung tätig. 1974 wurde er mit einer von Kurt Kluxen betreuten Dissertation über den Deutschen Herrenklub zum Dr. phil. promoviert. Ende der 1970er Jahre war Schoeps stellvertretender Vorsitzender der CSU in Erlangen. Außerdem gehörte er dem Stadtrat von Erlangen vom 1. Mai 1978 bis zum 30. April 1984 an.

### Tätigkeit in der Immobilienbranche
Bereits Ende der 1960er Jahre hatte Schoeps zusammen mit dem späteren Richter und Direktor beim Nürnberger Arbeitsgericht, Günther Zembsch, die Verlags- und Werbegesellschaft „Union Aktuell“ in Erlangen gegründet, zu der Wilhelm Vorndran später als Teilhaber hinzukam. Ergänzt wurde das Unternehmen, das sich zunächst vornehmlich auf die Organisation von CSU-Wahlkampagnen konzentrierte, durch das auf CSU-Mitglieder spezialisierte Reisebüro Union Tours. Um 1980 wurde Schoeps Geschäftsführer der Bayern Immobilien Treuhand Dr. jur. Zembsch GmbH, einer gemeinnützigen Immobiliengesellschaft, an die u. a. Union Aktuell (als Dachgesellschaft) ihre Gewinne abtreten musste. Träger von Bayern Immobilien Treuhand war der (ebenfalls von Zembsch gegründete) Förderkreis deutscher Studenten, mit dem Zembsch und Schoeps gut ein Dutzend Studentenwohnheime im süddeutschen Raum errichteten. Schließlich expandierte das Unternehmen, indem es über 200 Beteiligungsgesellschaften für Immobilien aller Art gründete und auf dieser Basis Ärztehäuser, Diskotheken, Supermärkte und Tiefgaragen baute, verwaltete und vermietete.
Union Aktuell und ein von der Firma gemanagtes Kinderhilfswerk in Bonn gerieten im Jahr 1982 wegen des Verdachts des Spendenbetrugs ins Zwielicht: Die Staatsanwaltschaft durchsuchte die Büroräume von Union Aktuell in Erlangen (Wetterkreuz 17) im Zusammenhang mit einer von der Firma betreuten Spendenaktion, wobei sie den Verdacht des Betrugs aus eigennützigen Gründen geltend machte. Es wurden kistenweise Computer-Aufzeichnungen über Spendenbuchungen sowie archivierte Datenplatten abtransportiert. Das Bonner Kinderhilfswerk hatte von 1979 bis 1982 Spendengelder für Waisenkinder aus Vietnam, Indien und Kambodscha gesammelt. Die Staatsanwaltschaft wollte anhand der beschlagnahmten Unterlagen (die Firma hatte die Spendenaufrufe für das Hilfswerk organisiert) prüfen, wie hoch die tatsächlich eingenommenen Summen waren und wie hoch der für Verwaltungsaufwand einbehaltene Anteil war. Anlass für die Untersuchung waren personelle Verflechtungen zwischen dem gemeinnützigen Spenden-Unternehmen und der Erlanger Werbegesellschaft: Die zweite Vorsitzende des Hilfswerks, Renate Zembsch, war mit dem Union-Aktuell-Inhaber Günther Zembsch verheiratet, der zudem selbst Mitgründer des Vereins gewesen war. Weiter war der ehrenamtliche Vorsitzende des Bonner Kinderhilfswerks, Waldemar Bonfigt, Richter beim Landesarbeitsgericht in Nürnberg, mit der Erlanger Unternehmensgruppe, zu der Union Aktuell gehörte, geschäftlich verbunden, da er Kommanditist in der von Zembsch gegründeten Bayern Immobilien Treuhand Bau und Handel KG war.
Durch eine Chefposition bei der Immobiliengesellschaft Bavaria, die 1985 von der Landesbank Berlin übernommen wurde, kam Schoeps in die Chefetage der zur Landesbank gehörenden Immobiliengesellschaft IBG.
1991 begann Schoeps damit, für landeseigene Berliner Banken geschlossene Immobilienfonds zu entwickeln. Es waren anfangs kleine Fonds mit Mietgarantien von zehn Jahren, später größere mit Mietgarantien von 25 Jahren. Das von ihm als Geschäftsführer geführte Firmenkonglomerat der IBG, einer Tochtergesellschaft der Berliner Bankgesellschaft, das außer der IBG zuletzt noch zehn weitere Firmen umfasste, stieg schließlich zur Nummer eins im deutschen Immobilienfondsgeschäft auf.
Ende der 90er Jahre ließ das Konglomerat sich auf zunehmend riskante Geschäfte ein: Obwohl der Vorstand der Landesbank im März 1998 beschloss, „wegen der nicht überschaubaren Risiken“ keine weiteren Fonds mehr aufzulegen, setzten Schoeps und andere Entscheidungsträger ihr Vorgehen fort. Vier Aufsichtsräte der IBG stimmten im September 1998 noch einmal einem „Rundum-sorglos-Fonds“ zu. Die Mietgarantien summierten sich schließlich auf über 800 Millionen Euro, wobei in den Jahren 2000 bis 2003 ein Schaden von 22,7 Millionen Euro entstand. Laut Presseberichten hatten Schoeps und andere durch die Konstruktion und Genehmigung von geschlossenen Immobilienfonds schwere Verluste verursacht, was ihnen als „Verletzung der Vermögensbetreuungspflicht“ zur Last gelegt wurde.
2002 wurden Schoeps und andere Führungspersonen der Bankgesellschaft Berlin nach ihrer Ablösung auf Betreiben des neuen Vorstands der Bankgesellschaft im Zusammenhang mit dem drohenden Zusammenbruch des Kreditinstituts auf millionenschwere Schadensersatzzahlungen verklagt. Insgesamt forderte das Unternehmen mehr als 25 Millionen Euro Regress von elf früheren Managern, Vorständen und Aufsichtsräten, darunter neben dem Institutschef Wolfgang Rupf, dem früheren Landesbankchef Ulf Decken und Schoeps als früherem Chef der IBG. Die Klage scheiterte und endete mit einem Freispruch.
„Ich habe mir nichts vorzuwerfen. Dass wirtschaftliche Entscheidungen falsch sein können, liegt doch in der Natur der Sache“, sagte Schoeps 2004. Er würde es heute nicht mehr so machen.
2018 wurde durch die Regierung Müller Bilanz über die finanziellen Auswirkungen des Bankenskandals gezogen: aufgrund der beträchtlichen Wertsteigerung der Gebäude ergab sich für die Berliner Stadtkasse  ein Gewinn von 190 Millionen Euro.

## Schriften
- Der Deutsche Herrenklub. Ein Beitrag zur Geschichte des Jungkonservativismus in der Weimarer Republik, 1974. (Dissertation)

## Berichterstattung über M.Schoeps im Nachrichtenmagazin „Der Spiegel“
- CSU Dann fließt Blut, in: Der Spiegel vom 12. Dezember 1976.
- Für die Ärmsten, in: Der Spiegel vom 21. November 1982. (online)
- IBG Manfred Schoeps, in: Der Spiegel vom 1. Juni 2001. (online)
- Berliner Bankenaffäre Ex-Manager sollen 26 Millionen Euro zahlen, in: Der Spiegel vom 15. Juni 2002.
- Bankgesellschaft. Schlag gegen Manager, in: Der Spiegel vom 16. Juni 2002.
- Berliner Bankenskandal Rundum-sorglos-Fonds vor Gericht, in: Der Spiegel 28. Februar 2009.